# Jeroen Simons
Jeroen Simons is een Nederlandse drummer, die vooral bekend is van zijn werk met de Nederlandse gothicmetalband Epica. Hij is echter een zeer veelzijdig drummer. Zo zijn zijn specialisaties gothic metal, progressieve rock, fusion, popmuziek, funk, soul, Latin en jazz.